# فیلیپ اینبریگتسن
فیلیپ اینبریگتسن (نروژی: Filip Ingebrigtsen؛ زادهٔ ۲۰ آوریل ۱۹۹۳) دونده دو نیمه‌استقامت اهل نروژ است.
وی در مسابقات کشوری و بین‌المللی در مجموع برندهٔ ۲ مدال طلا و ۱ مدال برنز شده‌است.